# Tinh thảo nhám
Tinh thảo nhám (danh pháp khoa học: Eragrostis aspera) là một loài thực vật có hoa trong họ Hòa thảo. Loài này được (Jacq.) Nees mô tả khoa học đầu tiên năm 1841.